# Coquimba poga
Coquimba poga is een mosselkreeftjessoort. De wetenschappelijke naam van de soort is voor het eerst geldig gepubliceerd in 1986 door Hu.